# Beaumarquet à dos jaune
Pytilia afra
Espèce
Statut de conservation UICN

 LC  : Préoccupation mineure
Le Beaumarquet à dos jaune (Pytilia afra) est une espèce de passereaux d'Afrique appartenant à la famille des Estrildidae.